# Athlétisme aux Jeux panaméricains de 1999
Navigation
Les épreuves d'athlétisme des Jeux panaméricains de 1999 se sont déroulées du 24 au 30 juillet 1999 à l'University Stadium de Winnipeg, au Canada

## Podiums

### Hommes
| Épreuves | Or                                                                                    | Or          | Argent                                                                                                 | Argent   | Bronze                                                                     | Bronze   |
| --- | ------------------------------------------------------------------------------------- | ----------- | --- | -------- | -------------------------------------------------------------------------- | -------- |
| 100 m (vent : m/s) | Bernard Williams États-Unis                                                           | 10.08       | Freddy Mayola Cuba                                                                                     | 10.10    | Claudinei da Silva Brésil                                                  | 10.13    |
| 200 m (vent : m/s) | Claudinei da Silva Brésil                                                             | 20.30       | Curtis Perry États-Unis                                                                                | 20.58    | Sebastián Keitel Chili                                                     | 20.82    |
| 400 m | Gregory Haughton Jamaïque                                                             | 44.59       | Danny McCray États-Unis                                                                                | 44.83    | Alejandro Cárdenas Mexique                                                 | 44.92    |
| 800 m | Johnny Gray États-Unis                                                                | 1:45.38     | Norberto Téllez Cuba                                                                                   | 1:45.40  | Zach Whitmarsh Canada                                                      | 1:45.94  |
| 1 500 m | Graham Hood Canada                                                                    | 3:41.20     | Michael Stember États-Unis                                                                             | 3:41.96  | Hudson de Souza Brésil                                                     | 3:42.18  |
| 5 000 m | David Galván Mexique                                                                  | 13:42.04    | Elenilson da Silva Brésil                                                                              | 13:43.13 | Jeff Schiebler Canada                                                      | 13:43.66 |
| 10 000 m | Elenilson da Silva Brésil                                                             | 28:43.50    | David Galván Mexique                                                                                   | 28:44.03 | Pete Julian États-Unis                                                     | 28:44.55 |
| Marathon | Vanderlei de Lima Brésil                                                              | 2:17:20     | Rubén Maza Venezuela                                                                                   | 2:19:56  | Éder Fialho Brésil                                                         | 2:20:09  |
| 110 m haies (vent : m/s) | Anier García Cuba                                                                     | 13.17 GR    | Yoel Hernández Cuba                                                                                    | 13.24    | Eugene Swift États-Unis                                                    | 13.41    |
| 400 m haies | Eronilde de Araújo Brésil                                                             | 48.23 GR    | Eric Thomas États-Unis                                                                                 | 48.40    | Torrance Zellner États-Unis                                                | 48.45    |
| 3 000 m steeple | Joël Bourgeois Canada                                                                 | 8:35.03     | Francis O'Neill États-Unis                                                                             | 8:35.73  | Jean-Nicolas Duval Canada                                                  | 8:39.52  |
| 20 km marche | Bernardo Segura Mexique                                                               | 1:20:17     | Daniel García Mexique                                                                                  | 1:20:28  | Jefferson Pérez Équateur                                                   | 1:20:46  |
| 50 km marche | Joel Sánchez Mexique                                                                  | 4:06:31     | Carlos Mercenario Mexique                                                                              | 4:09:48  | Philip Dunn États-Unis                                                     | 4:13:45  |
| 4 × 100 m | Brésil Raphael de Oliveira Claudinei da Silva Édson Ribeiro André Domingos            | 38.18 GR    | Canada Donovan Bailey Glenroy Gilbert Bradley McCuaig Trevino Betty                                    | 38.49    | Jamaïque Garth Robinson Patrick Jarrett Christopher Williams Dwight Thomas | 38.82    |
| 4 × 400 m | Jamaïque Michael McDonald Gregory Haughton Danny McFarlane Davian Clarke Paston Coke* | 2:57.97 GR  | Brésil Eronilde de Araújo Claudinei da Silva Anderson dos Santos Sanderlei Parrela Cleverson da Silva* | 2:58.56  | États-Unis Danny McCray Deon Minor Torrance Zellner Alvin Harrison         | 3:00.94  |
| Saut en hauteur | Kwaku Boateng Canada Mark Boswell Canada                                              | 2.25        | - | -        | Charles Clinger États-Unis                                                 | 2.25     |
| Saut à la perche | Pat Manson États-Unis                                                                 | 5.60        | Scott Hennig États-Unis                                                                                | 5.55     | Jason Pearce Canada                                                        | 5.30     |
| Saut en longueur | Iván Pedroso Cuba                                                                     | 8.52        | Kareem Streete-Thompson Îles Caïmans                                                                   | 8.12     | Luis Felipe Méliz Cuba                                                     | 8.06     |
| Triple saut | Yoelbi Quesada Cuba                                                                   | 17.19       | LaMark Carter États-Unis                                                                               | 17.09    | Michael Calvo Cuba                                                         | 17.03    |
| Lancer du poids | Brad Mears États-Unis                                                                 | 19.93       | Jamie Beyer États-Unis                                                                                 | 18.95    | Bradley Snyder Canada                                                      | 18.74    |
| Lancer du disque | Anthony Washington États-Unis                                                         | 64.25       | Alexis Elizalde Cuba                                                                                   | 61.99    | Jason Tunks Canada                                                         | 61.75    |
| Lancer du marteau | Lance Deal États-Unis                                                                 | 79.61 GR    | Kevin McMahon États-Unis                                                                               | 73.41    | Juan Ignacio Cerra Argentine                                               | 70.68    |
| Lancer du javelot | Emeterio González Cuba                                                                | 77.46       | Máximo Rigondeaux Cuba                                                                                 | 76.24    | Tom Petranoff États-Unis                                                   | 75.95    |
| Décathlon | Chris Huffins États-Unis                                                              | 8170 pts GR | Dan Steele États-Unis                                                                                  | 8070 pts | Raúl Duany Cuba                                                            | 7730 pts |
| Records et Performances - AR : Record continental (area record) - CR : Record des championnats (championship record) - MR : Record du meeting (meet record) - NR : Record national (national record) - OR : Record olympique (olympic record) - PR : Record paralympique (paralympic record) - PB : Record personnel (personal best) - SB : Meilleure performance personnelle de la saison (season's best) - WL : Meilleure performance mondiale de l'année (world leader) - WJR : Record du monde junior (world junior record) - WR : Record du monde (world record) Circonstances et Conditions - DNF : N'a pas terminé (did not finish) - DNS : N'a pas pris le départ (did not start) - DQ : Disqualification (disqualification) - NM : Aucun essai valable enregistré (No Mark) - Q : Qualifié « directement » au prochain tour (ou à la prochaine compétition), lors d'une compétition majeure, grâce au classement ou à la réalisation des minima (automatic qualifier) - q : Qualifié au prochain tour (ou à la prochaine compétition), lors d'une compétition majeure, grâce au repêchage ou à la réalisation de l'une des meilleures performances parmi celles des « non qualifiés directement » (grâce au meilleur temps ou à la meilleure distance par exemple) (secondary qualifier) |                                                                                       |             | |          |                                                                            |          |

### Femmes
| Épreuves | Or                                                                      | Or          | Argent                                                                     | Argent      | Bronze                                                                      | Bronze   |
| --- | ----------------------------------------------------------------------- | ----------- | -------------------------------------------------------------------------- | ----------- | --------------------------------------------------------------------------- | -------- |
| 100 m (vent : m/s) | Chandra Sturrup Bahamas                                                 | 11.10       | Angela Williams États-Unis                                                 | 11.16       | Peta-Gaye Dowdie Jamaïque                                                   | 11.20    |
| 200 m (vent : m/s) | Debbie Ferguson Bahamas                                                 | 22.83       | Lucimar de Moura Brésil                                                    | 23.03       | Felipa Palacios Colombie                                                    | 23.05    |
| 400 m | Ana Guevara Mexique                                                     | 50.91       | Michelle Collins États-Unis                                                | 51.21       | Claudine Williams Jamaïque                                                  | 51.58    |
| 800 m | Letitia Vriesde Suriname                                                | 1:59.95     | Zulia Calatayud Cuba                                                       | 2:00.67     | Meredith Valmon États-Unis                                                  | 2:01.51  |
| 1 500 m | Marla Runyan États-Unis                                                 | 4:16.86     | Leah Pells Canada                                                          | 4:16.86     | Stephanie Best États-Unis                                                   | 4:18.44  |
| 5 000 m | Adriana Fernández Mexique                                               | 15:56.57    | Bertha Sánchez Colombie                                                    | 15:59.04    | Blake Phillips États-Unis                                                   | 15:59.77 |
| 10 000 m | Nora Rocha Mexique                                                      | 32:56.51    | Stella Castro Colombie                                                     | 33:05.97 NR | Tina Connelly Canada                                                        | 33:27.87 |
| Marathon | Érika Olivera Chili                                                     | 2:37:41 GR  | Iglandini González Colombie                                                | 2:40:06     | Viviany de Oliveira Brésil                                                  | 2:40:55  |
| 100 m haies (vent : m/s) | Aliuska López Cuba                                                      | 12.76 GR    | Maurren Maggi Brésil                                                       | 12.86       | Miesha McKelvy États-Unis                                                   | 12.91    |
| 400 m haies | Daimí Pernía Cuba                                                       | 53.44 GR    | Andrea Blackett Barbade                                                    | 53.98       | Michelle Johnson États-Unis                                                 | 54.22    |
| 20 km marche | Graciela Mendoza Mexique                                                | 1:34:19     | Rosario Sánchez Mexique                                                    | 1:34:46     | Michelle Rohl États-Unis                                                    | 1:35:22  |
| 4 × 100 m | Jamaïque Peta-Gaye Dowdie Kerry-Ann Richards Aleen Bailey Beverly Grant | 42.62 GR    | États-Unis Shelia Burrell Passion Richardson Angela Williams Torri Edwards | 43.27       | Cuba Misleidys Lazo Idalia Hechavarría Mercedes Carnesolta Virgen Benavides | 43.52    |
| 4 × 400 m | Cuba Julia Duporty Zulia Calatayud Idalmis Bonne Daimí Pernía           | 3:26.70     | États-Unis Andrea Anderson Shanelle Porter Michelle Collins Yulanda Nelson | 3:27.50     | Barbade Joanne Durant Andrea Blackett Melissa Straker Tanya Oxley           | 3:30.72  |
| Saut en hauteur | Solange Witteveen Argentine                                             | 1.88        | Luciane Dambacher Brésil                                                   | 1.85        | Nicole Forrester Canada                                                     | 1.85     |
| Saut à la perche | Alejandra García Argentine                                              | 4.30        | Kellie Suttle États-Unis                                                   | 4.25        | Déborah Gyurcsek Uruguay                                                    | 4.15     |
| Saut en longueur | Maurren Maggi Brésil                                                    | 6.59        | Angela Brown États-Unis                                                    | 6.51        | Elva Goulbourne Jamaïque                                                    | 6.41     |
| Triple saut | Yamilé Aldama Cuba                                                      | 14.77 GR    | Suzette Lee Jamaïque                                                       | 14.09       | Magdelin Martinez Cuba                                                      | 13.98    |
| Lancer du poids | Connie Price-Smith États-Unis                                           | 19.06       | Yumileidi Cumbá Cuba                                                       | 18.67       | Teri Tunks États-Unis                                                       | 18.03    |
| Lancer du disque | Elisangela Adriano Brésil                                               | 60.92       | Aretha Hill États-Unis                                                     | 59.06       | Kris Kuehl États-Unis                                                       | 57.21    |
| Lancer du marteau | Dawn Ellerbe États-Unis                                                 | 65.36 GR    | Yipsi Moreno Cuba                                                          | 63.03       | Caroline Wittrin Canada                                                     | 61.28    |
| Lancer du javelot | Olisdeilys Menéndez Cuba                                                | 65.85       | Xiomara Rivero Cuba                                                        | 62.46       | Laverne Eve Bahamas                                                         | 61.24    |
| Heptathlon | Magalys García Cuba                                                     | 6290 pts GR | Shelia Burrell États-Unis                                                  | 6244 pts    | Nicole Haynes États-Unis                                                    | 6000 pts |
| Records et Performances - AR : Record continental (area record) - CR : Record des championnats (championship record) - MR : Record du meeting (meet record) - NR : Record national (national record) - OR : Record olympique (olympic record) - PR : Record paralympique (paralympic record) - PB : Record personnel (personal best) - SB : Meilleure performance personnelle de la saison (season's best) - WL : Meilleure performance mondiale de l'année (world leader) - WJR : Record du monde junior (world junior record) - WR : Record du monde (world record) Circonstances et Conditions - DNF : N'a pas terminé (did not finish) - DNS : N'a pas pris le départ (did not start) - DQ : Disqualification (disqualification) - NM : Aucun essai valable enregistré (No Mark) - Q : Qualifié « directement » au prochain tour (ou à la prochaine compétition), lors d'une compétition majeure, grâce au classement ou à la réalisation des minima (automatic qualifier) - q : Qualifié au prochain tour (ou à la prochaine compétition), lors d'une compétition majeure, grâce au repêchage ou à la réalisation de l'une des meilleures performances parmi celles des « non qualifiés directement » (grâce au meilleur temps ou à la meilleure distance par exemple) (secondary qualifier) |                                                                         |             |                                                                            |             |                                                                             |          |

## Résultats

### 100m
| Rang | Pays       | Athlète            | Temps   |
| ---- | ---------- | ------------------ | ------- |
| 1    | États-Unis | Bernard Williams   | 10 s 08 |
| 2    | Cuba       | Freddy Mayola      | 10 s 10 |
| 3    | Brésil     | Claudinei da Silva | 10 s 13 |
| 4    | États-Unis | Tim Harden         | 10 s 19 |
| 5    | Brésil     | André Domingos     | 10 s 21 |
| 6    | Jamaïque   | Patrick Jarrett    | 10 s 23 |
| 7    | Cuba       | Luis Pérez         | 10 s 27 |
| 8    | Canada     | Brad McCuaig       | 10 s 31 |

| Rang | Pays       | Athlète          | Temps   |
| ---- | ---------- | ---------------- | ------- |
| 1    | Bahamas    | Chandra Sturrup  | 11 s 10 |
| 2    | États-Unis | Angela Williams  | 11 s 16 |
| 3    | Jamaïque   | Peta-Gaye Dowdie | 11 s 20 |
| 4    | Cuba       | Virgen Benavides | 11 s 28 |
| 5    | Canada     | Philomena Mensah | 11 s 28 |
| 6    | Brésil     | Lucimar de Moura | 11 s 29 |
| 7    | Jamaïque   | Beverly Grant    | 11 s 53 |
| 8    | Mexique    | Liliana Allen    | 11 s 66 |

### 200 m
| Rang | Pays       | Athlète              | Temps   |
| ---- | ---------- | -------------------- | ------- |
| 1    | Brésil     | Claudinei da Silva   | 20 s 30 |
| 2    | États-Unis | Curtis Perry         | 20 s 58 |
| 3    | Chili      | Sebastián Keitel     | 20 s 82 |
| 4    | Cuba       | Iván García          | 20 s 85 |
| 5    | Mexique    | Juan Pedro Toledo    | 21 s 05 |
| 6    | Brésil     | Édson Ribeiro        | 21 s 09 |
| 7    | Jamaïque   | Christopher Williams | 21 s 19 |
| 8    | Uruguay    | Heber Viera          | 21 s 19 |

| Rang | Pays               | Athlète             | Temps   |
| ---- | ------------------ | ------------------- | ------- |
| 1    | Bahamas            | Debbie Ferguson     | 22 s 83 |
| 2    | Brésil             | Lucimar de Moura    | 23 s 03 |
| 3    | Colombie           | Felipa Palacios     | 23 s 05 |
| 4    | Bahamas            | Pauline Davis       | 23 s 07 |
| 5    | Îles Caïmans       | Cydonie Mothersille | 23 s 40 |
| 6    | Jamaïque           | Beverly Grant       | 23 s 75 |
| 7    | Antigua-et-Barbuda | Heather Samuel      | 23 s 88 |
| 8    | Canada             | Tara Perry          | 23 s 99 |

### 400m
| Rang | Pays              | Athlète             | Temps   |
| ---- | ----------------- | ------------------- | ------- |
| 1    | Jamaïque          | Gregory Haughton    | 44 s 59 |
| 2    | États-Unis        | Danny McCray        | 44 s 83 |
| 3    | Mexique           | Alejandro Cárdenas  | 44 s 92 |
| 4    | Brésil            | Sanderlei Parrela   | 44 s 93 |
| 5    | Trinité-et-Tobago | Neil de Silva       | 45 s 42 |
| 6    | Bahamas           | Troy McIntosh       | 45 s 60 |
| 7    | Brésil            | Anderson dos Santos | 45 s 77 |
| 8    | Bahamas           | Avard Moncur        | 45 s 91 |

| Rang | Pays       | Athlète           | Temps   |
| ---- | ---------- | ----------------- | ------- |
| 1    | Mexique    | Ana Guevara       | 50 s 91 |
| 2    | États-Unis | Michelle Collins  | 51 s 21 |
| 3    | Jamaïque   | Claudine Williams | 51 s 58 |
| 4    | États-Unis | Andrea Anderson   | 52 s 43 |
| 5    | Barbade    | Melissa Straker   | 52 s 90 |
| 6    | Colombie   | Norfalia Carabalí | 53 s 06 |
| 7    | Canada     | Foy Williams      | 53 s 65 |

### 800 m
| Rang | Pays       | Athlète             | Temps         |
| ---- | ---------- | ------------------- | ------------- |
| 1    | États-Unis | Johnny Gray         | 1 min 45 s 38 |
| 2    | Cuba       | Norberto Téllez     | 1 min 45 s 40 |
| 3    | Canada     | Zach Whitmarsh      | 1 min 45 s 94 |
| 4    | Jamaïque   | Kenroy Levy         | 1 min 46 s 86 |
| 5    | Canada     | Daryl Fillion       | 1 min 47 s 63 |
| 6    | Jamaïque   | Mario Vernon-Watson | 1 min 48 s 19 |
| 7    | États-Unis | Trinity Townsend    | 1 min 51 s 88 |
| 8    | Guyana     | Ian Roberts         | 2 min 13 s 22 |

| Rang | Pays       | Athlète            | Temps         |
| ---- | ---------- | ------------------ | ------------- |
| 1    | Suriname   | Letitia Vriesde    | 1 min 59 s 95 |
| 2    | Cuba       | Zulia Calatayud    | 2 min 00 s 67 |
| 3    | États-Unis | Meredith Rainey    | 2 min 01 s 51 |
| 4    | Canada     | Vicky Lynch-Pounds | 2 min 02 s 78 |
| 5    | Canada     | Diane Cummins      | 2 min 03 s 10 |
| 6    | Cuba       | Yanelis Lara       | 2 min 03 s 32 |
| 7    | Mexique    | Janet Castro       | 2 min 05 s 06 |

### 1 500 m
| Rang | Pays       | Athlète            | Temps         |
| ---- | ---------- | ------------------ | ------------- |
| 1    | Canada     | Graham Hood        | 3 min 41 s 20 |
| 2    | États-Unis | Michael Stember    | 3 min 41 s 96 |
| 3    | Brésil     | Hudson de Souza    | 3 min 42 s 18 |
| 4    | Mexique    | Héctor Torres      | 3 min 42 s 72 |
| 5    | Colombie   | Mauricio Ladino    | 3 min 43 s 81 |
| 6    | États-Unis | Jon Riley          | 3 min 45 s 37 |
| 7    | Uruguay    | Cristian Rosales   | 3 min 46 s 92 |
| 8    | Bermudes   | Terrance Armstrong | 3 min 46 s 99 |

| Rang | Pays       | Athlète           | Temps         |
| ---- | ---------- | ----------------- | ------------- |
| 1    | États-Unis | Marla Runyan      | 4 min 16 s 86 |
| 2    | Canada     | Leah Pells        | 4 min 16 s 86 |
| 3    | États-Unis | Stephanie Best    | 4 min 18 s 44 |
| 4    | Canada     | Cindy O'Crane     | 4 min 19 s 63 |
| 5    | Colombie   | Bertha Sánchez    | 4 min 21 s 10 |
| 6    | Équateur   | Janeth Caizalitín | 4 min 24 s 68 |
| 7    | Cuba       | Niuvis Pie        | 4 min 25 s 70 |
| 8    | Cuba       | Yanelis Lara      | 4 min 26 s 02 |

### 5 000 m
| Rang | Pays       | Athlète            | Temps          |
| ---- | ---------- | ------------------ | -------------- |
| 1    | Mexique    | David Galván       | 13 min 42 s 04 |
| 2    | Brésil     | Elenilson da Silva | 13 min 43 s 13 |
| 3    | Canada     | Jeff Schiebler     | 13 min 43 s 66 |
| 4    | États-Unis | Brian Baker        | 13 min 47 s 29 |
| 5    | États-Unis | Dan Browne         | 13 min 48 s 27 |
| 6    | Équateur   | Silvio Guerra      | 13 min 48 s 94 |
| 7    | Chili      | Mauricio Díaz      | 13 min 53 s 55 |
| 8    | Colombie   | Mauricio Ladino    | 13 min 54 s 15 |

| Rang | Pays       | Athlète           | Temps          |
| ---- | ---------- | ----------------- | -------------- |
| 1    | Mexique    | Adriana Fernández | 15 min 56 s 57 |
| 2    | Colombie   | Bertha Sánchez    | 15 min 59 s 04 |
| 3    | États-Unis | Blake Phillips    | 15 min 59 s 77 |
| 4    | Mexique    | Nora Rocha        | 16 min 07 s 76 |
| 5    | États-Unis | Kristin Ihle      | 16 min 14 s 07 |
| 6    | Colombie   | Stella Castro     | 16 min 21 s 92 |
| 7    | Équateur   | Janeth Caizalitín | 16 min 28 s 66 |

### 10 000 m
| Rang | Pays       | Athlète              | Temps          |
| ---- | ---------- | -------------------- | -------------- |
| 1    | Brésil     | Elenilson da Silva   | 28 min 43 s 50 |
| 2    | Mexique    | David Galván         | 28 min 44 s 03 |
| 3    | États-Unis | Pete Julian          | 28 min 44 s 55 |
| 4    | Équateur   | Silvio Guerra        | 28 min 47 s 66 |
| 5    | États-Unis | Mebrahtom Keflezighi | 28 min 50 s 22 |
| 6    | Uruguay    | Néstor García        | 28 min 58 s 13 |
| 7    | Chili      | Mauricio Díaz        | 29 min 20 s 56 |
| 8    | Mexique    | Alejandro Salvador   | 30 min 00 s 87 |

| Rang | Pays       | Athlète          | Temps          |
| ---- | ---------- | ---------------- | -------------- |
| 1    | Mexique    | Nora Rocha       | 32 min 56 s 51 |
| 2    | Colombie   | Stella Castro    | 33 min 05 s 97 |
| 3    | Canada     | Tina Connelly    | 33 min 27 s 87 |
| 4    | États-Unis | Shelly Steely    | 33 min 36 s 44 |
| 5    | Équateur   | Martha Tenorio   | 33 min 59 s 86 |
| 6    | Brésil     | Marcía Narloch   | 34 min 13 s 65 |
| 7    | États-Unis | Shelley Smathers | 34 min 20 s 42 |
| 8    | Cuba       | Mariela González | 34 min 45 s 94 |

### Marathon
| Rang | Pays       | Athlète           | Temps           |
| ---- | ---------- | ----------------- | --------------- |
| 1    | Brésil     | Vanderlei de Lima | 2 h 17 min 20 s |
| 2    | Venezuela  | Rubén Maza        | 2 h 19 min 56 s |
| 3    | Brésil     | Éder Fialho       | 2 h 20 min 09 s |
| 4    | Équateur   | Franklin Tenorio  | 2 h 20 min 19 s |
| 5    | États-Unis | Darrell General   | 2 h 23 min 58 s |
| 6    | États-Unis | Joe McVeigh       | 2 h 27 min 49 s |
| 7    | Haïti      | Eddy Bathalien    | 2 h 49 min 48 s |

| Rang | Pays       | Athlète             | Temps           |
| ---- | ---------- | ------------------- | --------------- |
| 1    | Chili      | Érika Olivera       | 2 h 37 min 41 s |
| 2    | Colombie   | Iglandini González  | 2 h 40 min 06 s |
| 3    | Brésil     | Viviany de Oliveira | 2 h 40 min 55 s |
| 4    | Chili      | Marlene Flores      | 2 h 43 min 53 s |
| 5    | Mexique    | Patricia Jardon     | 2 h 44 min 52 s |
| 6    | Mexique    | María Elena Reyna   | 2 h 50 min 30 s |
| 7    | États-Unis | Jennifer Crain      | 2 h 54 min 19 s |
| 8    | Honduras   | Gina Coello         | 3 h 00 min 17 s |

### 110 m haies/100mhaies
| Rang | Pays                        | Athlète          | Temps   |
| ---- | --------------------------- | ---------------- | ------- |
| 1    | Cuba                        | Anier García     | 13 s 17 |
| 2    | Cuba                        | Yoel Hernández   | 13 s 24 |
| 3    | États-Unis                  | Eugene Swift     | 13 s 41 |
| 4    | États-Unis                  | Dominique Arnold | 13 s 45 |
| 5    | Trinité-et-Tobago           | Steve Brown      | 13 s 53 |
| 6    | Brésil                      | Luiz Balcers     | 13 s 64 |
| 7    | Jamaïque                    | Maurice Wignall  | 13 s 76 |
| 8    | Îles Vierges des États-Unis | Jeff Jackson     | 13 s 83 |

| Rang | Pays       | Athlète          | Temps   |
| ---- | ---------- | ---------------- | ------- |
| 1    | Cuba       | Aliuska López    | 12 s 76 |
| 2    | Brésil     | Maurren Maggi    | 12 s 86 |
| 3    | États-Unis | Miesha McKelvy   | 12 s 91 |
| 4    | Jamaïque   | Gillian Russell  | 13 s 13 |
| 5    | Canada     | Lesley Tashlin   | 13 s 13 |
| 6    | Cuba       | Yahumara Neyra   | 13 s 17 |
| 7    | États-Unis | Andria King      | 13 s 28 |
| 8    | Argentine  | Verónica Depaoli | 13 s 28 |

### 400mhaies
| Rang | Pays                   | Athlète                     | Temps   |
| ---- | ---------------------- | --------------------------- | ------- |
| 1    | Brésil                 | Eronilde de Araújo          | 48 s 23 |
| 2    | États-Unis             | Éric Thomas                 | 48 s 40 |
| 3    | États-Unis             | Torrance Zellner            | 48 s 45 |
| 4    | République dominicaine | Félix Sánchez               | 48 s 60 |
| 5    | Brésil                 | Cleverson da Silva Teixeira | 49 s 10 |
| 6    | Jamaïque               | Omar Brown                  | 49 s 37 |
| 7    | Canada                 | Monté Raymond               | 49 s 80 |
| 8    | Canada                 | Alexander Marchand          | 50 s 10 |

| Rang | Pays       | Athlète          | Temps   |
| ---- | ---------- | ---------------- | ------- |
| 1    | Cuba       | Daimí Pernía     | 53 s 44 |
| 2    | Barbade    | Andrea Blackett  | 53 s 98 |
| 3    | États-Unis | Michelle Johnson | 54 s 22 |
| 4    | Canada     | Karlene Haughton | 55 s 62 |
| 5    | États-Unis | Joanna Hayes     | 55 s 90 |
| 6    | Jamaïque   | Allison Beckford | 56 s 52 |
| 7    | Canada     | Deniece Bell     | 56 s 81 |
| 8    | Brésil     | Ana Pereira      | 57 s 92 |

### 3 000 m steeple
| Rang | Pays       | Athlète             | Temps         |
| ---- | ---------- | ------------------- | ------------- |
| 1    | Canada     | Joël Bourgeois      | 8 min 35 s 03 |
| 2    | États-Unis | Francis O'Neill     | 8 min 35 s 73 |
| 3    | Canada     | Jean-Nicholas Duval | 8 min 39 s 52 |
| 4    | États-Unis | Robert Gary         | 8 min 56 s 01 |
| 5    | Costa Rica | Johnny Loria        | 9 min 06 s 16 |

### 20 km marche
| Rang | Pays       | Athlète         | Temps           |
| ---- | ---------- | --------------- | --------------- |
| 1    | Mexique    | Bernardo Segura | 1 h 20 min 17 s |
| 2    | Mexique    | Daniel García   | 1 h 20 min 28 s |
| 3    | Équateur   | Jefferson Pérez | 1 h 20 min 46 s |
| 4    | Guam       | Julio Martínez  | 1 h 20 min 58 s |
| 5    | Canada     | Arturo Huerta   | 1 h 22 min 02 s |
| 6    | États-Unis | Curt Clausen    | 1 h 23 min 39 s |
| 7    | Guam       | Luis García     | 1 h 26 min 24 s |
| 8    | Canada     | Tim Berrett     | 1 h 27 min 04 s |

| Rang | Pays       | Athlète          | Temps           |
| ---- | ---------- | ---------------- | --------------- |
| 1    | Mexique    | Graciela Mendoza | 1 h 34 min 19 s |
| 2    | Mexique    | Rosario Sánchez  | 1 h 34 min 46 s |
| 3    | États-Unis | Michelle Rohl    | 1 h 35 min 22 s |
| 4    | Bolivie    | Geovanna Irusta  | 1 h 35 min 56 s |
| 5    | États-Unis | Joanne Dow       | 1 h 36 min 33 s |
| 6    | Salvador   | Ivis Martínez    | 1 h 37 min 28 s |
| 7    | Guatemala  | Natvidad Collado | 1 h 38 min 41 s |
| 8    | Cuba       | Oslaidis Cruz    | 1 h 39 min 23 s |

### 50 km marche
| Rang | Pays       | Athlète           | Temps           |
| ---- | ---------- | ----------------- | --------------- |
| 1    | Mexique    | Joel Sánchez      | 4 h 06 min 31 s |
| 2    | Mexique    | Carlos Mercenario | 4 h 09 min 48 s |
| 3    | États-Unis | Philip Dunn       | 4 h 13 min 45 s |
| 4    | États-Unis | Gary Morgan       | 4 h 40 min 29 s |

### Saut en hauteur
| Rang | Pays       | Athlète         | Hauteur |
| ---- | ---------- | --------------- | ------- |
| 1    | Canada     | Kwaku Boateng   | 2,25 m  |
| -    | Canada     | Mark Boswell    | 2,25 m  |
| 3    | États-Unis | Charles Clinger | 2,25 m  |
| 4    | Brésil     | Fabrício Romero | 2,20 m  |
| 5    | Colombie   | Gilmar Mayo     | 2,20 m  |
| 6    | Argentine  | Erasmo Jara     | 2,15 m  |
| 7    | Pérou      | Alfredo Deza    | 2,15 m  |
| 8    | États-Unis | Henry Patterson | 2,15 m  |

| Rang | Pays       | Athlète           | Hauteur |
| ---- | ---------- | ----------------- | ------- |
| 1    | Argentine  | Solange Witteveen | 1,88 m  |
| 2    | Brésil     | Luciane Dambacher | 1,85 m  |
| 3    | Canada     | Nicole Forrester  | 1,85 m  |
| 4    | États-Unis | Angie Bradburn    | 1,80 m  |
| 5    | États-Unis | Karol Jenkins     | 1,80 m  |
| 6    | Jamaïque   | Karen Beautle     | 1,75 m  |

### Saut en longueur
| Rang | Pays         | Athlète                 | Distance |
| ---- | ------------ | ----------------------- | -------- |
| 1    | Cuba         | Iván Pedroso            | 8,52 m   |
| 2    | Îles Caïmans | Kareem Streete-Thompson | 8,12 m   |
| 3    | Cuba         | Luis Felipe Méliz       | 8,06 m   |
| 4    | Canada       | Richard Duncan          | 8,01 m   |
| 5    | Brésil       | Nelson Ferreira         | 7,77 m   |
| 6    | Jamaïque     | Maurice Wignall         | 7,73 m   |
| 7    | États-Unis   | Dwight Phillips         | 7,68 m   |
| 8    | États-Unis   | Savante Stringfellow    | 7,67 m   |

| Rang | Pays                        | Athlète               | Distance |
| ---- | --------------------------- | --------------------- | -------- |
| 1    | Brésil                      | Maurren Maggi         | 6,59 m   |
| 2    | États-Unis                  | Angela Brown          | 6,51 m   |
| 3    | Jamaïque                    | Elva Goulbourne       | 6,41 m   |
| 4    | Canada                      | Vanessa Monar-Enweani | 6,37 m   |
| 5    | États-Unis                  | LaShonda Christopher  | 6,30 m   |
| 6    | Cuba                        | Lissette Cuza         | 6,29 m   |
| 7    | Bahamas                     | Jackie Edwards        | 6,20 m   |
| 8    | Îles Vierges des États-Unis | Flora Hyacinth        | 6,18 m   |

### Triple saut
| Rang | Pays                       | Athlète             | Distance |
| ---- | -------------------------- | ------------------- | -------- |
| 1    | Cuba                       | Yoelbi Quesada      | 17,19 m  |
| 2    | États-Unis                 | LaMark Carter       | 17,09 m  |
| 3    | Cuba                       | Michael Calvo       | 17,03 m  |
| 4    | Bermudes                   | Brian Wellman       | 16,32 m  |
| 5    | États-Unis                 | Desmond Hunt        | 16,00 m  |
| 6    | Bahamas                    | Leevan Sands        | 15,51 m  |
| 7    | Saint-Christophe-et-Niévès | Lloyd Phipps-Browne | 15,43 m  |
| 8    | Sainte-Lucie               | Dwane Magloire      | 15,27 m  |

| Rang | Pays       | Athlète           | Distance |
| ---- | ---------- | ----------------- | -------- |
| 1    | Cuba       | Yamilé Aldama     | 14,77 m  |
| 2    | Jamaïque   | Suzette Lee       | 14,09 m  |
| 3    | Cuba       | Magdelin Martinez | 13,98 m  |
| 4    | États-Unis | Stacey Bowers     | 13,97 m  |
| 5    | États-Unis | Tiombe Hurd       | 13,69 m  |
| 6    | Uruguay    | Mónica Falcioni   | 13,50 m  |
| 7    | Argentine  | Andrea Ávila      | 13,40 m  |
| 8    | Canada     | Michelle Hastick  | 13,25 m  |

### Saut à la perche
| Rang | Pays       | Athlète        | Hauteur |
| ---- | ---------- | -------------- | ------- |
| 1    | États-Unis | Pat Manson     | 5,60 m  |
| 2    | États-Unis | Scott Henning  | 5,55 m  |
| 3    | Canada     | Jason Pearce   | 5,30 m  |
| 4    | Canada     | Robert Pike    | 5,20 m  |
| 5    | Brésil     | Gustavo Rehder | 5,10 m  |
| 5    | Venezuela  | Ricardo Díez   | 5,10 m  |
| 7    | Mexique    | Robin Pratt    | 4,90 m  |
| 7    | Costa Rica | Roger Borbon   | 4,90 m  |

| Rang | Pays       | Athlète          | Hauteur |
| ---- | ---------- | ---------------- | ------- |
| 1    | Argentine  | Alejandra García | 4,30 m  |
| 2    | États-Unis | Kellie Suttle    | 4,25 m  |
| 3    | Uruguay    | Deborah Gyurcsek | 4,15 m  |
| 4    | États-Unis | Kimberly Becker  | 3,90 m  |
| 5    | Canada     | Rebecca Chambers | 3,90 m  |
| 6    | Canada     | Trista Bernier   | 3,70 m  |
| 7    | Mexique    | Lorena Espinoza  | 3,60 m  |
| 8    | Mexique    | Alejandra Meza   | 3,60 m  |

### Lancer du javelot
| Rang | Pays       | Athlète           | Distance |
| ---- | ---------- | ----------------- | -------- |
| 1    | Cuba       | Emeterio González | 77,46 m  |
| 2    | Cuba       | Máximo Rigondeaux | 76,24 m  |
| 3    | États-Unis | Tom Petranoff     | 75,95 m  |
| 4    | Paraguay   | Nery Kennedy      | 75,16 m  |
| 5    | Paraguay   | Édgar Baumann     | 71,40 m  |
| 6    | États-Unis | Ozie Duncan       | 70,38 m  |
| 7    | Canada     | Erin Bevans       | 68,78 m  |

| Rang | Pays       | Athlète                | Distance |
| ---- | ---------- | ---------------------- | -------- |
| 1    | Cuba       | Olisdeilys Menéndez    | 65,85 m  |
| 2    | Cuba       | Xiomara Rivero         | 62,46 m  |
| 3    | Bahamas    | Laverne Eve            | 61,24 m  |
| 4    | Colombie   | Zuleima Araméndiz      | 55,86 m  |
| 5    | États-Unis | Lynda Lipson-Blutreich | 55,77 m  |
| 6    | Brésil     | Sueli dos Santos       | 52,58 m  |
| 7    | Jamaïque   | Olivia McKoy           | 49,29 m  |
| 8    | États-Unis | Cassie Morelock        | 48,34 m  |

### Lancer du disque
| Rang | Pays       | Athlète          | Distance |
| ---- | ---------- | ---------------- | -------- |
| 1    | États-Unis | Tony Washington  | 64,25 m  |
| 2    | Cuba       | Alexis Elizalde  | 61,99 m  |
| 3    | Canada     | Jason Tunks      | 61,75 m  |
| 4    | Cuba       | Frank Casañas    | 60,20 m  |
| 5    | États-Unis | Doug Reynolds    | 59,27 m  |
| 6    | Argentine  | Marcelo Pugliese | 56,34 m  |
| 7    | Argentine  | Julio Piñero     | 55,61 m  |
| 8    | Canada     | Jason Gervais    | 55,03 m  |

| Rang | Pays              | Athlète            | Distance |
| ---- | ----------------- | ------------------ | -------- |
| 1    | États-Unis        | Aretha Hill        | 59,06 m  |
| 2    | États-Unis        | Kristin Kuehl      | 57,21 m  |
| 3    | Cuba              | Anaelys Fernández  | 56,32 m  |
| 4    | Trinité-et-Tobago | Rhonda Hackett     | 51,42 m  |
| -    | Brésil            | Elisângela Adriano | disq.    |

### Lancer du poids
| Rang | Pays       | Athlète        | Distance |
| ---- | ---------- | -------------- | -------- |
| 1    | États-Unis | Brad Mears     | 19,93 m  |
| 2    | États-Unis | Jamie Beyer    | 18,95 m  |
| 3    | Canada     | Bradley Snyder | 18,74 m  |
| 4    | Brésil     | Edson Miguel   | 17,99 m  |
| 5    | Canada     | Jason Tunks    | 17,66 m  |
| 6    | Chili      | Marco Verni    | 16,65 m  |

| Rang | Pays                   | Athlète            | Distance |
| ---- | ---------------------- | ------------------ | -------- |
| 1    | États-Unis             | Connie Price-Smith | 19,06 m  |
| 2    | Cuba                   | Yumileidi Cumbá    | 18,67 m  |
| 3    | États-Unis             | Teri Steer         | 18,03 m  |
| 4    | Brésil                 | Elisângela Adriano | 18,00 m  |
| 5    | Cuba                   | Belsis Laza        | 17,69 m  |
| 6    | Trinité-et-Tobago      | Rhonda Hackett     | 15,36 m  |
| 7    | République dominicaine | María Mercedes     | 14,54 m  |
| 8    | Chili                  | Marianne Berndt    | 13,78 m  |

### Lancer du marteau
| Rang | Pays       | Athlète       | Distance |
| ---- | ---------- | ------------- | -------- |
| 1    | États-Unis | Lance Deal    | 79,61 m  |
| 2    | États-Unis | Kevin McMahon | 73,41 m  |
| 3    | Argentine  | Juan Cerra    | 70,68 m  |
| 4    | Canada     | John Stoikos  | 67,18 m  |
| 5    | Argentine  | Adrián Marzo  | 65,55 m  |

| Rang | Pays       | Athlète           | Distance |
| ---- | ---------- | ----------------- | -------- |
| 1    | États-Unis | Dawn Ellerbe      | 65,36 m  |
| 2    | Cuba       | Yipsi Moreno      | 63,03 m  |
| 3    | Canada     | Caroline Wittrin  | 61,28 m  |
| 4    | Cuba       | Norbi Balantén    | 60,46 m  |
| 5    | Canada     | Michelle Fournier | 60,33 m  |
| 6    | États-Unis | Tamika Powell     | 58,90 m  |
| 7    | Salvador   | Nancy Guillén     | 57,75 m  |
| 8    | Mexique    | Violeta Guzmán    | 56,26 m  |

### 4 ×100mrelais
| Rang | Pays                   | Athlètes                                                            | Temps   |
| ---- | ---------------------- | ------------------------------------------------------------------- | ------- |
| 1    | Brésil                 | Édson Ribeiro Raphael de Oliveira André Domingos Claudinei da Silva | 38 s 18 |
| 2    | Canada                 | Glenroy Gilbert Trevino Betty Donovan Bailey Brad McCuaig           | 38 s 49 |
| 3    | Jamaïque               | Patrick Jarrett Dwight Thomas Garth Robinson Christopher Williams   | 38 s 82 |
| 4    | États-Unis             | Eugene Swift Bernard Williams Kaaron Conwright Curtis Perry         | 39 s 00 |
| 5    | Trinité-et-Tobago      | das asd                                                             | 39 s 89 |
| 6    | Guam                   | das asd                                                             | 40 s 14 |
| 7    | Antilles néerlandaises | das asd                                                             | 40 s 20 |
| 8    | Sainte-Lucie           | das asd                                                             | 40 s 56 |

| Rang | Pays       | Athlètes                                                             | Temps   |
| ---- | ---------- | -------------------------------------------------------------------- | ------- |
| 1    | Jamaïque   | Peta-Gaye Dowdie Beverly Grant Kerry-Ann Richards Aleen Bailey       | 42 s 62 |
| 2    | États-Unis | Angela Williams Shelia Burrell Torri Edwards Passion Richardson      | 43 s 27 |
| 3    | Cuba       | Miladis Lazo Mercedes Carnesolta Virgen Benavides Idalia Hechavarría | 43 s 52 |
| 4    | Canada     | Philomena Mensah Angela Bailey Tara Perry Venolyn Clarke             | 43 s 73 |
| 5    | Colombie   | Mirtha Brock Norfalia Carabali Felipa Palacios Maria Rodriguez       | 43 s 86 |

### 4 ×400mrelais
| Rang | Pays                   | Athlètes                                                                    | Temps         |
| ---- | ---------------------- | --------------------------------------------------------------------------- | ------------- |
| 1    | Jamaïque               | Davian Clarke Michael McDonald Danny McFarlane Gregory Haughton             | 2 min 57 s 97 |
| 2    | Brésil                 | Sanderlei Parrela Claudinei da Silva Eronilde de Araújo Anderson dos Santos | 2 min 58 s 56 |
| 3    | États-Unis             | Deon Minor Torrance Zellner Alvin Harrison Danny McCray                     | 3 min 00 s 94 |
| 4    | Cuba                   | Norberto Téllez Mariano Mesa Jorge Crusellas Edel Hevia                     | 3 min 01 s 79 |
| 5    | Canada                 | Monte Raymond Shane Niemi Don Bruno Byron Goodwin                           | 3 min 03 s 06 |
| 6    | République dominicaine | Francisco Cornelio Félix Sánchez Carlos Santa José Peralta Ozuna            | 3 min 05 s 19 |

| Rang | Pays       | Athlètes                                                          | Temps         |
| ---- | ---------- | ----------------------------------------------------------------- | ------------- |
| 1    | Cuba       | Zulia Calatayud Julia Duporty Idalmis Bonne Daimí Pernía          | 3 min 26 s 70 |
| 2    | États-Unis | Andrea Anderson Shanelle Porter Michelle Collins Yulanda Nelson   | 3 min 27 s 50 |
| 3    | Barbade    | Andrea Blackett Tanya Oxley Joanne Durant Melissa Straker         | 3 min 30 s 72 |
| 4    | Jamaïque   | Claudine Williams Charmaine Howell Keasha Downer Allison Beckford | 3 min 30 s 76 |
| 5    | Canada     | Foy Williams Karlene Haughton LaDonna Antoine Candice Jones       | 3 min 31 s 85 |
| 6    | Colombie   | Norma González Mirtha Brock Maria Rodriguez Norfalia Carabali     | 3 min 32 s 87 |
| 7    | Mexique    | Ana Guevara Maria Angeles Pantoja Mayra González Marcela Sarabia  | 3 min 35 s 86 |

### Décathlon/Heptathlon
| Rang | Pays       | Athlète          | Points    |
| ---- | ---------- | ---------------- | --------- |
| 1    | États-Unis | Chris Huffins    | 8 170 pts |
| 2    | États-Unis | Dan Steele       | 8 070 pts |
| 3    | Cuba       | Raúl Duany       | 7 730 pts |
| 4    | Cuba       | Eugenio Balanqué | 6 865 pts |
| 5    | Argentine  | Santiago Lorenzo | 6 820 pts |

| Rang | Pays       | Athlète              | Points    |
| ---- | ---------- | -------------------- | --------- |
| 1    | Cuba       | Magalys García       | 6 290 pts |
| 2    | États-Unis | Shelia Burrell       | 6 244 pts |
| 3    | États-Unis | Nicole Haynes        | 5 999 pts |
| 4    | Brésil     | Euzinete dos Reis    | 5 778 pts |
| 5    | Canada     | Catherine Bond-Mills | 5 714 pts |
| 6    | Canada     | Kim Vanderhoek       | 5 506 pts |
| 7    | Jamaïque   | Neisha Thompson      | 5 109 pts |
| 8    | Chili      | Minerva Navarrete    | 4 858 pts |